# Ірландія (острів)
Ірла́ндія (ірл. Éire, ольст-шотл. Airlann, англ. Ireland, лат. Hibernia; за правописом 1928 року — Ірля́ндія) — острів у північній частині Атлантичного океану, на північному заході Європи. Від Великої Британії на сході вона відділена Північною протокою, Ірландським морем і протокою Святого Георга. Ірландія є другим за величиною островом Британських островів, третім за величиною в Європі та двадцятим за величиною у світі. Геополітично острів поділений між Республікою Ірландія (офіційна назва Ірландія), суверенною державою, що охоплює п'ять шостих території острова, і Північною Ірландією, яка є частиною Сполученого Королівства. Станом на 2022 рік населення всього острова становить трохи більше 7 млн, з них 5,1 млн живуть в Республіці Ірландія та 1,9 млн осіб у Північній Ірландії, що робить його другим за чисельністю населення островом в Європі після Великої Британії.
Політично, острів складається з держави Ірландія, під юрисдикцією якої перебувають близько п'яти шостих острова, і Північної Ірландії, яка є частиною Великої Британії, з юрисдикцією щодо решти території острова. Розташована на захід від острова Велика Британія. Острів має загальну площу 84 421 км². Він відділений від Великої Британії через Ірландське море та від континентальної Європи через Кельтське море. Ірландія та Велика Британія, разом з прилеглими островами, відомі під загальною назвою Британські острови, однак термін «Британські острови» є спірним щодо Ірландії, альтернативний термін Велика Британія та Ірландія все частіше переважає.
Географія Ірландії складається з відносно низьких гір, що оточують центральну рівнину, з кількома судноплавними річками, що простягаються вглиб. Її пишна рослинність є продуктом м'якого, але мінливого клімату, який не має екстремальних температур. Велика частина Ірландії була лісистою до кінця Середньовіччя. Сьогодні ліси становлять близько 10% території острова, у порівнянні з середнім показником у Європі понад 33%, причому більшу частину займають немісцеві хвойні насадження. На клімат Ірландії впливає Атлантичний океан, тому він дуже помірний, а зима більш тепла, ніж очікувалося для такої північної території, хоча літо прохолодніше, ніж у континентальній Європі. Дощі і хмарність рясні.
Ґельська Ірландія виникла в I столітті. Острів був християнізований з V століття. У цей період Ірландія була поділена на багато дрібних королівств під керівництвом провінційних королів (Cúige), які змагалися за домінування та титул Верховного короля Ірландії. Наприкінці VIII — на початку XI століття відбувалися набіги вікінгів, кульмінацією яких стала битва при Клонтарфі 23 квітня 1014 року, що призвело до припинення влади вікінгів в Ірландії. Після англо-нормандського вторгнення в XII столітті Англія заявила про свій суверенітет над Ірландією. Однак англійське правління не поширювалося на весь острів до завоювання Тюдорів у XVI-XVII століттях, що призвело до колонізації поселенцями з Британії. У 1690-х роках система протестантського англійського правління була розроблена для того, щоб поставити католицьку більшість і протестантів-дисидентів у невигідне становисько, і продовжувала діяти протягом XVIII століття. З унією 1801 року Ірландське королівство стала частиною Сполученого Королівства. Війна за незалежність на початку XX століття супроводжувалася поділом острова, що призвело до створення Ірландської Вільної держави, яка ставала все більш суверенною протягом наступних десятиліть, поки не проголосила республіку в 1948 році (Акт про Республіку Ірландію 1948 року) і Північної Ірландії, яка залишилася частиною Сполученого Королівства. З кінця 1960-х до 1990-х років у Північній Ірландії відбувалися численні громадянські заворушення. Це затихло після Угоди Страсної п’ятниці в 1998 році. У 1973 році Республіка Ірландія та Сполучене Королівство разом із Північною Ірландією увійшли до Європейських Спільнот (ЄС). Після голосування на референдумі в 2016 році Сполучене Королівство, включаючи Північну Ірландію, вийшли з Європейської Унії (ЄУ) у 2020 році. Північній Ірландії було надано особливий статус і дозволено працювати на єдиному ринку товарів, не перебуваючи в Європейській Унії.
Ірландська культура справила значний вплив на інші культури, особливо в галузі літератури. Поряд із основною західною культурою існує сильна місцева культура, що виражається в ґельських іграх, ірландській музиці, ірландській мові та ірландських танцях. Культура острова має багато спільних рис із культурою Великої Британії, включаючи гіберно-англійську мову та такі види спорту, як асоціаційний футбол, регбі, кінні перегони, гольф і бокс.

## Назва

Кола Ейлера частин Британського архіпелагу. Зеленим кольором виділено географічні підрозділи, синім – політичні підрозділи.

Назви Ірландія (Éire) походять від давньоірландської Еріу, богині в ірландській мітології, яка вперше згадується в IX столітті. Етимологія Ériu є спірною, але може походити від протоіндоєвропейського кореня * h2uer, що стосується текучої води.

## Географія
Протяжність із заходу на схід — близько 300 км, з півночі на південь — близько 450 км. Площа острова — 84 421 тис. км².
Центр Ірландії — низовина, близько 60-120 м над рівнем моря, невисокі гори, в основному біля берегів, деякі мають піки більш 1 тис. м; найвища гора Каррантухіл — 1038 м у графстві Керрі. Усе західне узбережжя складається із заток та естуаріїв. Береги Ірландії (особливо на півночі, півдні і заході) скелясті, сильно розчленовані затоками, найбільші з яких — Голуей, Шанон, Дінгл і Донегол на заході, Лох-фойл на півночі. Поблизу берегів Ірландії — безліч скелястих островів.
Багато річок (найважливіша — Шанон; інші великі — Лі Блекуотер Шур Нор Ерн Банн), озер (Лох-ней, Лох-Дерен, Лох-маськ та інші) і боліт (у центральній частині). Ірландію із заходу на схід перетинає ряд каналів (Великий, Королівський, Ульстенський, Логанський і ін.). Переважають теплі західні вітри. Клімат помірний океанічний, вологий; зима м'яка, літо прохолодне. Завдяки м'якому клімату Ірландія весь рік покрита зеленню, через що стала відома як Смарагдовий острів.

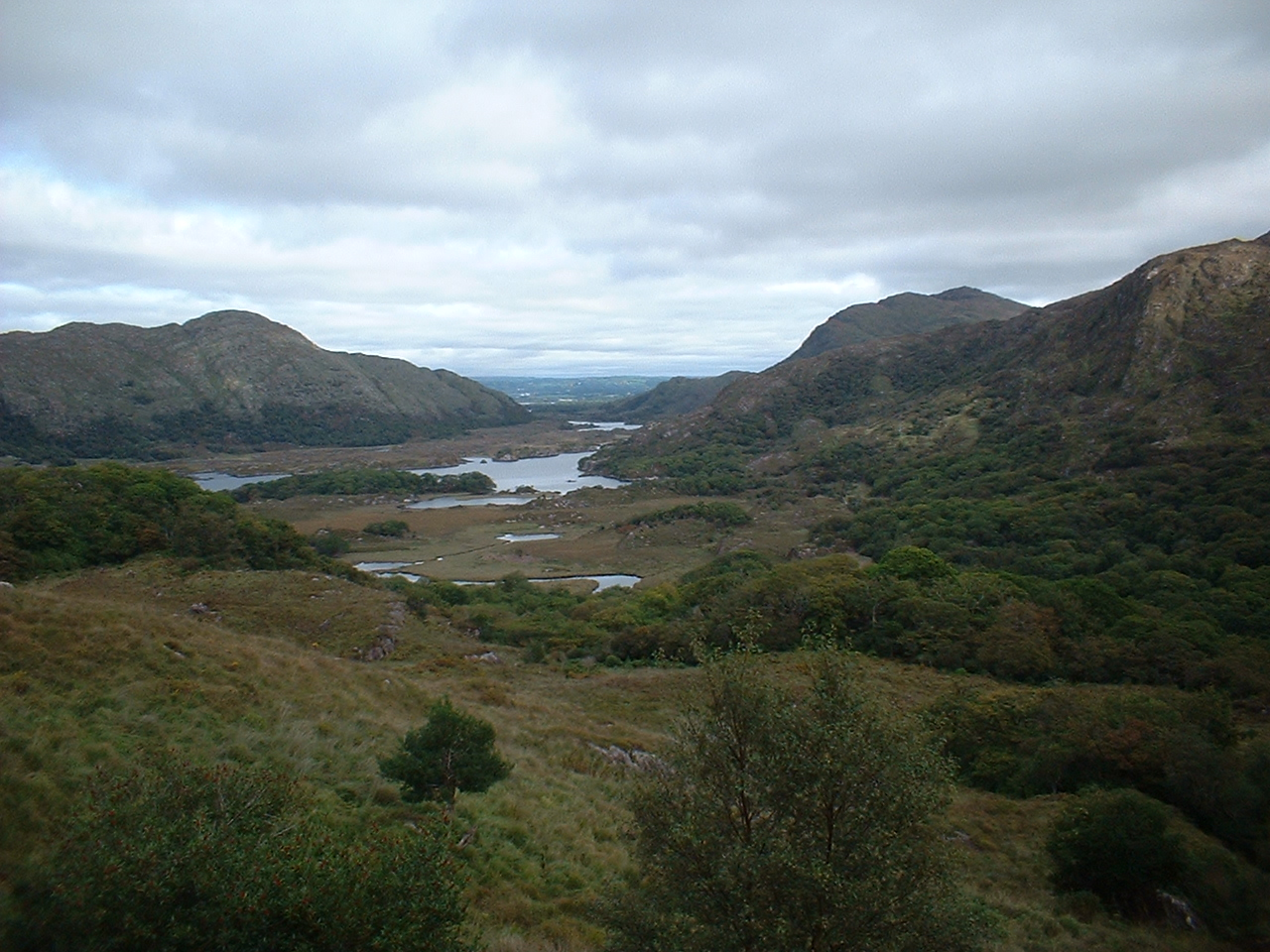
Типовий ландшафт у графстві Керрі

Є як північні, альпійські рослини, так і характерні для Південної Європи (як правило, на заході острова). Населення острова (обох частин) — приблизно 5,7 мільйонів чоловік, велика частина з яких живе на східному узбережжі. Найважливіші міста — Дублін і Белфаст. У центральній частині — родючі землі, де розвинене конопляне та молочне тваринництво. Там же добувають торф.

## Політика

Політичні організації на острові Ірландія

Острів поділений між Республікою Ірландія, незалежною суверенною державою, і Північною Ірландією, установчою країною, що входить до складу Сполученого Королівства. Вони мають спільний відкритий кордон, обидві є частиною Єдиного міграційного простору, і, як наслідок, існує вільний рух людей, товарів, послуг і капіталу через кордон.
Республіка Ірландія є державою-учасницею Європейської Унії, тоді як Сполучене Королівство є колишньою державою-членом, обидві приєдналися до Європейських Спільнот (ЄС), у 1973 році, але Велика Британія покинула Європейський Союз у 2020 році після У 2016 році відбувся референдум щодо членства в Європейській Унії, у результаті якого 51,9% виборців Сполученого Королівства вирішили покинути блок.

### Республіка Ірландія

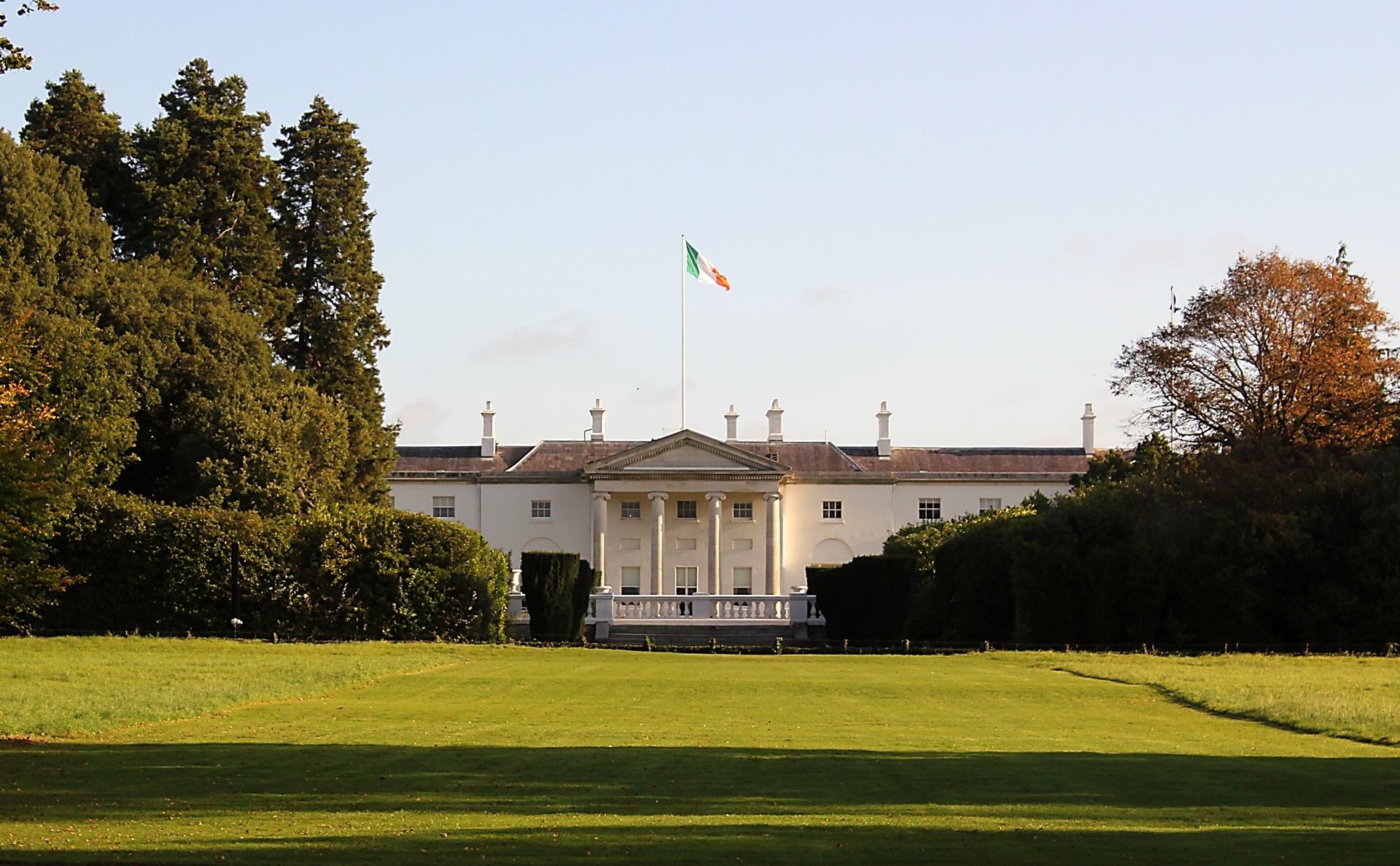
, офіційна резиденція президента Ірландії.

Республіка Ірландія є парламентською демократією, заснованою на вестмінстерській системі, з писаною конституцією та всенародно обраним президентом, роль якого переважно церемоніальна. Ерахтас — це двопалатний парламент, що складається з Дойл Ерен (the Dáil), палата представників, і Шенад Ерен (Seanad), верхня палата. Уряд очолює прем'єр-міністр, Taoiseach, який призначається президентом за поданням Dáil. Її столиця — Дублін.
Сьогодні Республіка Ірландія входить до числа найбагатших країн світу за рівнем ВВП на душу населення, а в 2015 році за Індексом розвитку людського потенціалу Організації Об’єднаних Націй вона потрапила на шосте місце в рейтингу найрозвиненіших країн світу. Період швидкого економічного зростання з 1995 року став відомий як період кельтського тигра, який завершився в 2008 році безпрецедентною фінансовою кризою та економічною депресією в 2009 році. Згідно з Глобальним індексом спокою за 2024 рік, Ірландія є другою найбільш миролюбною країною у світі.

### Північна Ірландія
Північна Ірландія є частиною Сполученого Королівства з місцевою виконавчою владою та Асамблею Північної Ірландії, які здійснюють делеговані повноваження. Виконавчу владу спільно очолюють перший і заступник першого міністра, причому міністерства розподіляються пропорційно представництву кожної партії в асамблеї. Її столиця — Белфаст.
Зрештою, політична влада утримується урядом Сполученого Королівства, від якого Північна Ірландія пройшла через періодичні періоди прямого правління, під час яких делеговані повноваження були призупинені. Північна Ірландія обирає 18 із 650 депутатів Палата громад Сполученого Королівства. Перший міністр Північної Ірландії — це посада на рівні кабінету в британському уряді.
Разом з Англією, Уельсом і Шотландією, Північна Ірландія утворює одну з трьох окремих юрисдикцій Сполученого Королівства, усі з яких мають спільний Верховний суд Сполученого Королівства як суд останньої апеляції.

### Всеострівні установи
У рамках Угоди Страсної п'ятниці уряди Ірландії та Сполученого Королівства домовилися про створення загальноострівних інституцій і сфер співпраці. Рада міністрів Північ/Південь – це установа, через яку міністри з уряду Ірландії та виконавчої влади Північної Ірландії погоджують політику для всіх островів. Принаймні шість із цих сфер політики повинні мати пов’язаний «орган реалізації» на всьому острові, а принаймні шість інших мають реалізовуватися окремо в кожній юрисдикції. Виконавчими органами є: Waterways Ireland, Food Safety Promotion Board, InterTradeIreland, Special European Union Programmes Body, North/South Language Body та Foyle, Carlingford and Irish Lights Commission.
Британсько-ірландська міжурядова конференція передбачає співпрацю між урядом Ірландії та урядом Сполученого Королівства з усіх питань, що становлять взаємний інтерес, особливо щодо Північної Ірландії. Зважаючи на особливий інтерес Республіки до управління Північною Ірландією, «регулярні та часті» зустрічі під співголовуванням міністра закордонних справ Ірландії та британського держсекретаря у справах Північної Ірландії стосуються питань, що не передані повноваженням щодо Північної Ірландії. Ірландія та непередані питання всієї Ірландії повинні мати місце відповідно до установчого договору.
Міжпарламентська асоціація Північ/Південь – це спільний парламентський форум острова Ірландія. Вона не має формальних повноважень, але функціонує як форум для обговорення питань, що становлять спільний інтерес між відповідними законодавчими органами.

## Демографія
Населення Ірландії становить трохи більше 7 мільйонів, з яких приблизно 5,1 мільйона проживають в Республіці Ірландія, а 1,9 мільйона проживають у Північній Ірландії.
Люди живуть в Ірландії понад 9000 років. Багато етнічних груп, які колись населяли Ірландію, дожили до пізнього середньовіччя, інші зникли, оскільки стали політично неважливими. За останні 1200 років вікінги, нормани, валлійці, фламандці, шотландці, англійці, африканці та східноєвропейці збільшили населення та мали значний вплив на ірландську культуру.
Населення Ірландії швидко зростало з 16-го століття до середини 19-го століття, ненадовго перерваний голодом 1740–41 років, який убив приблизно дві п'ятих населення острова. Протягом наступного століття населення відновилося та збільшилося, але Великий голод 1840-х років спричинив один мільйон смертей і змусив більше одного мільйона емігрувати одразу після нього. Протягом наступного століття чисельність населення скоротилася більш ніж вдвічі, тоді як загальна тенденція в європейських країнах полягала в тому, щоб населення збільшувалося в середньому втричі.
Найбільшою релігійною групою в Ірландії є християнство. Найбільшою деномінацією є римо-католицтво: 73% території острова (і близько 87% Республіки Ірландія). Більшість решти населення сповідує одну з різних протестантських конфесій (близько 48% Північної Ірландії). Найбільшою є англіканська церква Ірландії. Мусульманська громада в Ірландії зростає, головним чином через зростання імміграції, при цьому в республіці між 2006 і 2011 роками кількість населення зросла на 50%. На острові є невелика єврейська громада. Близько 4% населення республіки та близько 14% населення Північної Ірландії не вважають себе релігійними. В опитуванні 2010 року, проведеному від імені Irish Times, 32% респондентів сказали, що вони відвідують релігійну службу частіше одного разу на тиждень.

### Розподіл
Традиційно Ірландія поділяється на чотири провінції: Коннахт (захід), Ленстер (схід), Манстер (південь) і Ольстер (північ). У системі, що склалася між 13 і 17 століттями, Ірландія має 32 традиційних графства. Двадцять шість із цих округів знаходяться в Республіці Ірландія, а шість – у Північній Ірландії. Усі шість графств, які складають Північну Ірландію, входять до провінції Ольстер (усього дев’ять графств). Таким чином, Ольстер часто використовується як синонім Північної Ірландії, хоча вони не збігаються. В Ірландській Республіці графства складають основу системи місцевого самоврядування. Графства Дублін, Корк, Лімерік, Голвей, Вотерфорд і Тіпперері були розбиті на менші адміністративні області. Однак вони все ще розглядаються як округи для культурних і деяких офіційних цілей, наприклад, поштових адрес і Ordnance Survey Ireland. Графства в Північній Ірландії більше не використовуються для цілей місцевого самоврядування, але, як і в Республіці, їхні традиційні кордони все ще використовуються для неофіційних цілей, таких як спортивні ліги та в культурному чи туристичному контексті.
Статус міста в Ірландії визначається законодавчою або королівською хартією. Дублін із більш ніж мільйонним населенням у районі Великого Дубліна є найбільшим містом на острові. Белфаст з 579 726 жителями є найбільшим містом Північної Ірландії. Статус міста прямо не відповідає чисельності населення. Наприклад, Арма з 14 590 жителями є резиденцією Церкви Ірландії та римо-католицького примаса всієї Ірландії. У 1994 році королева Єлизавета ІІ надала йому статус міста (втративши цей статус під час реформ місцевого самоврядування 1840 року).

### Міграція
У другій половині 19 століття населення Ірландії різко скоротилося. Населення, яке становило понад вісім мільйонів у 1841 році, скоротилося до трохи більше чотирьох мільйонів до 1921 року. Частково падіння населення було спричинене смертю від Великого голоду 1845–1852 років, який забрав приблизно мільйон життів. Решта скорочення приблизно на три мільйони відбулося через укорінену культуру еміграції, спричинену жахливим економічним станом країни, яка тривала до кінця 20 століття.
Еміграція з Ірландії в 19 столітті сприяла поширенню населення Англії, Сполучених Штатів, Канади та Австралії, у всіх з яких проживає велика ірландська діаспора. Станом на  2006 рік 4,3 мільйона канадців, або 14% населення, мали ірландське походження, тоді як приблизно одна третина населення Австралії мала елемент ірландського походження. Станом на  2013 рік є 40 мільйонів американців ірландського походження і 33 мільйони американців стверджували, що мають ірландське походження.
Із зростанням процвітання з останнього десятиліття 20-го століття Ірландія стала привабливим місцем для іммігрантів. Відтоді, як у 2004 році до Європейської Унії приєдналася Польща, поляки становлять найбільшу кількість іммігрантів (понад 150 000) із Центральної Європи. Була також значна імміграція з Литви, Чехії та Латвії.
Зокрема, Республіка Ірландія мала широкомасштабну імміграцію, де станом на 2006 рік було 420 000 іноземних громадян, приблизно 10% населення. Майже чверть пологів (24 %) у 2009 році були від матерів, народжених за межами Ірландії. До 50 000 трудових мігрантів зі Східної та Центральної Європи покинули Ірландію у відповідь на ірландську фінансову кризу.

### Мови
Дві офіційні мови Республіки Ірландія – ірландська та англійська (гіберно-англійська). Кожна мова створила гідну уваги літературу. Ірландська мова, хоча зараз лише мовою меншини, була народною мовою ірландців протягом тисячоліть. Її почали записувати після християнізації в 5 столітті та поширили в Шотландію та острів Мен, де вона перетворилася на шотландську гельську та менську мови відповідно.
Ірландська мова має величезну скарбницю письмових текстів багатьох століть і лінгвісти поділяють на давньоірландську з 6 по 10 століття, середньоірландську з 10 по 13 століття, ранньосучасну ірландську мову до 17 століття та сучасну розмовну ірландську мову. сьогодні. Вона залишалася домінуючою мовою Ірландії протягом більшості тих періодів, маючи вплив латинської, давньоскандинавської, французької та англійської мов. Під британським правлінням вона занепала, але залишалася мовою більшості до початку 19 століття, а відтоді стала мовою меншини.
Гельське відродження кінця 19-го та початку 20-го століть мало тривалий вплив. Ірландська мова викладається в звичайних ірландських школах як обов’язковий предмет, але методи викладання піддаються критиці за їх неефективність, оскільки більшість учнів демонструють мало доказів вільного володіння навіть після чотирнадцяти років навчання.
Зараз зростає населення міських ірландськомовних як у Республіці, так і в Північній Ірландії, особливо в Дубліні і Белфасті, причому діти таких ірландськомовних інколи відвідують ірландські школи (Gaelscoil). Стверджується, що вони, як правило, є більш освіченими, ніж одномовні англомовні. Останні дослідження показують, що міська ірландська розвивається у власному напрямку, як у вимові, так і в граматиці.
Англійська мова в Ірландії вперше з'явилася в Ірландії під час норманського вторгнення. Нею розмовляли кілька селян і купців, привезених з Англії, і вона була в основному замінена ірландською до завоювання Ірландії Тюдорами. Вона була введена як офіційна мова під час завоювань Тюдорів і Кромвеля. Ольстерські плантації дали їй постійну точку опори в Ольстері, і вона залишалася офіційною мовою та мовою вищого класу в інших місцях, оскільки ірландськомовні вожді та знать були скинуті. Мовні зміни в 19 столітті замінили ірландську на англійську як першу мову для переважної більшості населення.
Менше 2% населення Республіки Ірландія сьогодні розмовляє ірландською мовою щодня, і менше 10% регулярно, поза системою освіти, а 38% людей старше 15 років класифікуються як «ірландськомовні». У Північній Ірландії англійська є де-факто офіційною мовою, але офіційне визнання надається ірландській, включаючи спеціальні захисні заходи відповідно до частини III Європейської хартії регіональних мов або мов меншин. Менший статус (включаючи визнання відповідно до Частини II Хартії) надається ольстерським шотландським діалектам, якими розмовляють приблизно 2% жителів Північної Ірландії, а також дехто в Республіці Ірландія. Починаючи з 1960-х років із зростанням імміграції, з'явилося багато інших мов, зокрема з Азії та Східної Європи.
Також рідною для Ірландії є шелта, мова кочових ірландських мандрівників, ірландська жестова мова.